# Athamas

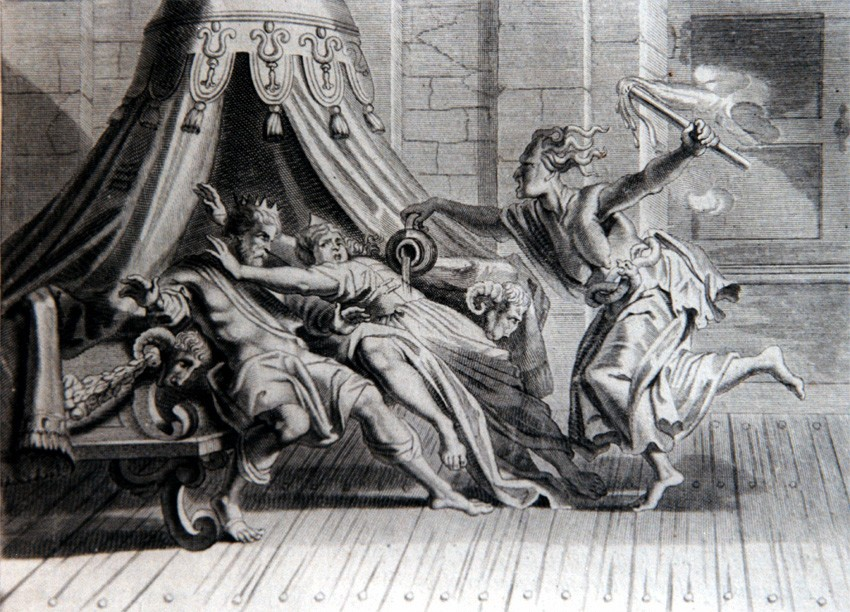
Tisiphone spookt bij Athamas en Ino.

Athamas (Oudgrieks: Ἀθάμας) was in de Griekse mythologie de koning van Boeotië.
Hij was getrouwd met Nephele en had een dochter, Helle, en een zoon, Phrixus genaamd.
Later scheidde Athamas van Nephele en hertrouwde met Ino, een dochter van Kadmos.
Ino was echter een vrouw die niemand naast zich duldde. Nephele werd verbannen en, in een nietsontziend plan, lokte ze een hongersnood in het land uit. Daarop stuurde koning Athamas twee gezanten naar het orakel van Delphi.
Ino kocht deze mannen om waarbij ze koning Athamas moesten zeggen dat Phrixus en Helle geofferd moesten worden. Maar Nephele, op de hoogte van dit gemene besluit, vroeg aan Hermes of hij Phrixus en Helle wilde redden.
Toen de laatste nacht aanbrak voor Phrixus en Helle kwam Hermes en hij bracht de gouden ram Chrysomallos mee. Op die ram zouden Phrixus en Helle gered worden, en zo geschiedde. Helle keek echter naar beneden en viel, de zee waarin zij viel heet nu nog de Hellespont.

De gouden ram werd geofferd en zijn vacht werd opgehangen in een boom, waarnaar Iason en zijn Argonauten op zoek gingen.